# Jeg alene undkom. En film om Carsten Niebuhr
Jeg alene undkom. En film om Carsten Niebuhr er en film instrueret af Anders Odsbjerg efter eget manuskript.

## Handling
Carsten Niebuhr tog i 1761 med en dansk ekspedition til Arabien. Syv år senere vendte han tilbage som eneste overlevende. Hans rejse blev hans livs oplevelse, og resultaterne af rejsen har placeret ham som en stor forsker – sin tids største orientalist. Filmen er en biografisk skildring af denne mand, i hvis fodspor den følger. Med sønnens ord: Hans hele hu var rettet mod anskuelse og iagttagelse. Han måtte fatte alting konkret.